# Velocità critica dei rotabili ferroviari
La velocità critica dei rotabili ferroviari rappresenta la soglia oltre la quale un veicolo ferroviario passa dalla marcia regolare a una marcia in stato di instabilità.

## Definizione
Una limitazione importantissima all'innalzamento della velocità dei rotabili ferroviari è rappresentata dai moti oscillatori non più sufficientemente smorzati che si instaurano in alcuni organi meccanici al di sopra di una certa velocità, creando situazioni dannose sia per il binario che per il veicolo stesso.
I fenomeni oscillatori che determinano la condizione di instabilità si manifestano generalmente con un moto di serpeggio accentuato, accompagnato da spostamenti laterali importanti del carrello che provocano urti del bordino della ruota contro la rotaia.
Si dice che un veicolo marcia in condizioni di instabilità quando i suddetti fenomeni si manifestano in un modo molto netto; la velocità che rappresenta la soglia tra la marcia regolare e la marcia in condizioni di instabilità prende il nome di velocità critica.